# Tillbedjan av den heliga Treenigheten
Tillbedjan av den heliga Treenigheten, Landaueraltaret (tyska: Landauer Altar) eller Allhelgonatavlan (Allerheiligenbild) är en oljemålning av den tyska renässanskonstnären Albrecht Dürer. Det är en altartavla som målades 1511, förvärvades 1585 av kejsar Rudolf II och ingår idag i Kunsthistorisches Museums samlingar i Wien.  

## Bakgrund
Altartavlan är namngiven efter Matthäus Landauer(de), en välbärgad köpman i Nürnberg som grundade "Tolv brödernas hus" (Zwölfbrüderhaus) – ett hem för åldrade och utblottade hantverkare. Han gav Dürer i uppdrag att göra altartavlan till det tillhörande kapellet, Allerheiligenkapelle(de). Idag återfinns en kopia av målningen i kapellet. 
Dürer, som var bosatt i Nürnberg i hela sitt liv, var nyligen hemkommen från sin andra italienska resa (1505–1507) där han hade influerats av samtida venetianskt måleri, särskilt Andrea Mantegna och Giovanni Bellini. Därför valde han att inte utföra altarbilden i form av ett altarskåp med flygeldörrar som var vanligast i Nordeuropa vid tidpunkten. Istället skapade han en altartavla som var inramad av en imposant ram. De första kända skissen är från 1508 och ingår i Musée Condés samlingar på slottet i Chantilly.

## Tavlans motiv
Bilden visar de heliga och rättfärdiga som efter den yttersta domen har kommit till himmelriket för att tillbe den heliga Treenigheten. Ovanför Gud fader som håller den korsfäste Kristus, svävar den heliga anden i form av en duva. Dürer var inspirerad av Augustinus Guds stad och delar upp de rättfärdiga i bibliska personer i en övre del och övriga i en undre del. De bibliska leds till vänster av Jungfru Maria. Hon och hennes följare håller en palmkvist som symboliserar martyrskap. Där avbildas Barbara (kalken är hennes attribut), Katarina av Alexandria (trähjul) och Agnes (lamm). Från höger kommer Johannes Döparen som följs av kungar och profeter från Gamla testamentet, till exempel Mose med lagens tavlor och David med sin harpa. Den undre folkhopen leds av påven till vänster och tysk-romerske kejsaren till höger och följs av präster respektive lekmän. Den knäböjande donatorn, Matthäus Landauer, välkomnas i prästerskapets gemenskap av en kardinal. Bakom kejsaren står en man i gyllene rustning som har identifierats som Landauers svärson, Willhelm Haller (vars släkt beställt Hallermadonnan). Längst ner i bilden breder ett jordiskt landskap ut sig. Till höger har konstnären målat ett självporträtt. På samma sätt som i Helleraltaret och Rosenkransfesten håller han en inskriptionstavla som daterar och signerar verket: ALBERTVS DVRER/ NORICVS FACIE/BAT ANNO A. VIR/GINIS PARTV/1511 (Albrecht Dürer från Nürnberg skapade detta 1511 år efter jungfrufödseln). 

## Ramen
Den ståtliga ramen formgavs av Dürer själv, och utfördes troligen av träsnidaren Ludwig Krug. Den som omger målningen i Wien är en kopia från cirka 1880; originalet förvaras i Germanisches Nationalmuseum i Nürnberg. Bilden och ramen bildar en formell och innehållsmässig enhet. I ramens överstycke, tympanon, och den underliggande arkitraven skildras den yttersta domen som reliefer, det vill säga Människosonens återkomst från himlen och när han intar härlighetens tron för att skilja de rättfärdiga som kommer till Guds rike, här symboliserat av en sol, från de fördömda som ska slukas av djävulens eviga eld (Markusevangeliet kapitel 24–25).

## Bilder

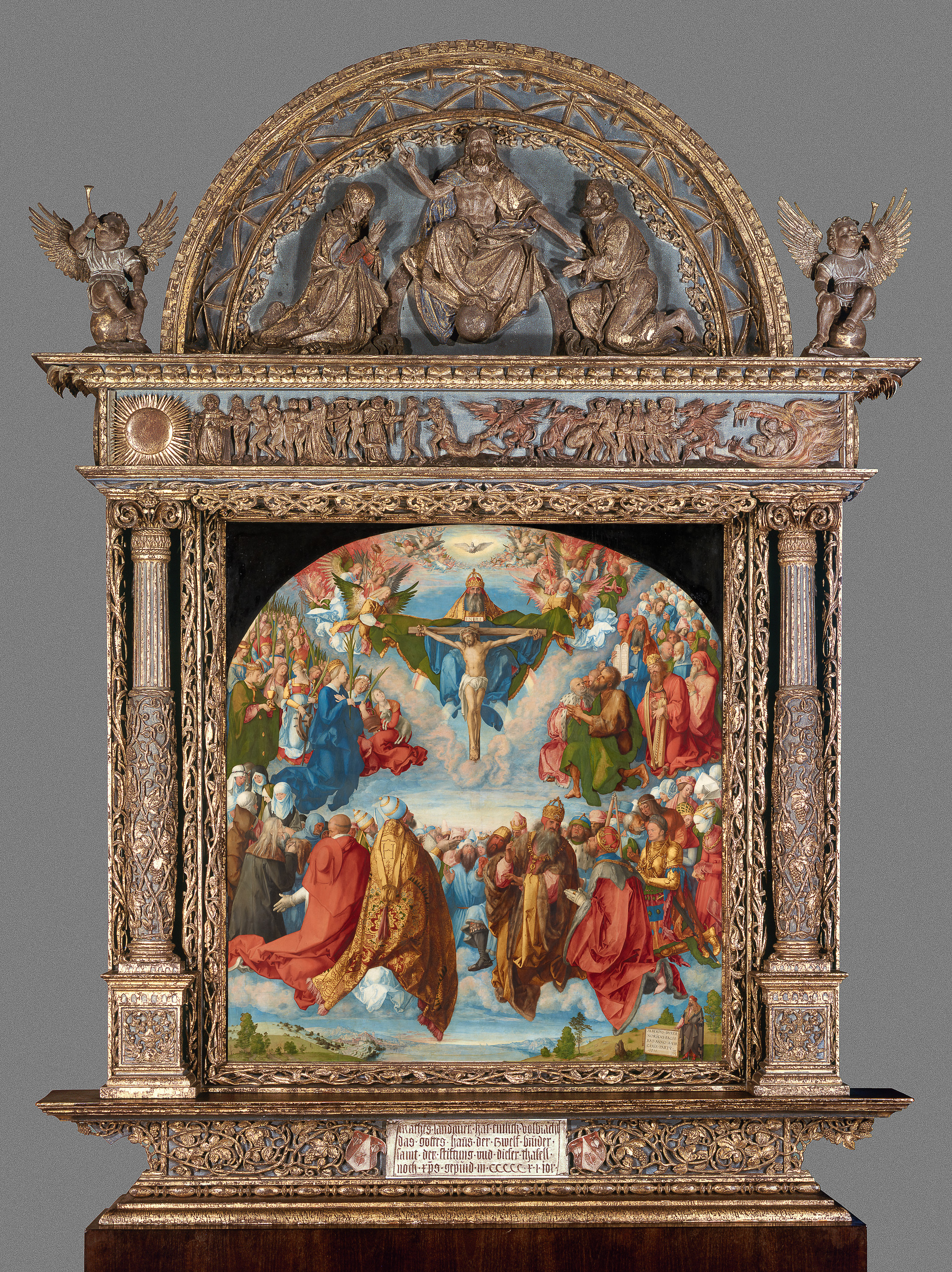
Målningen i sin ram som är en kopia av Dürers originalram.
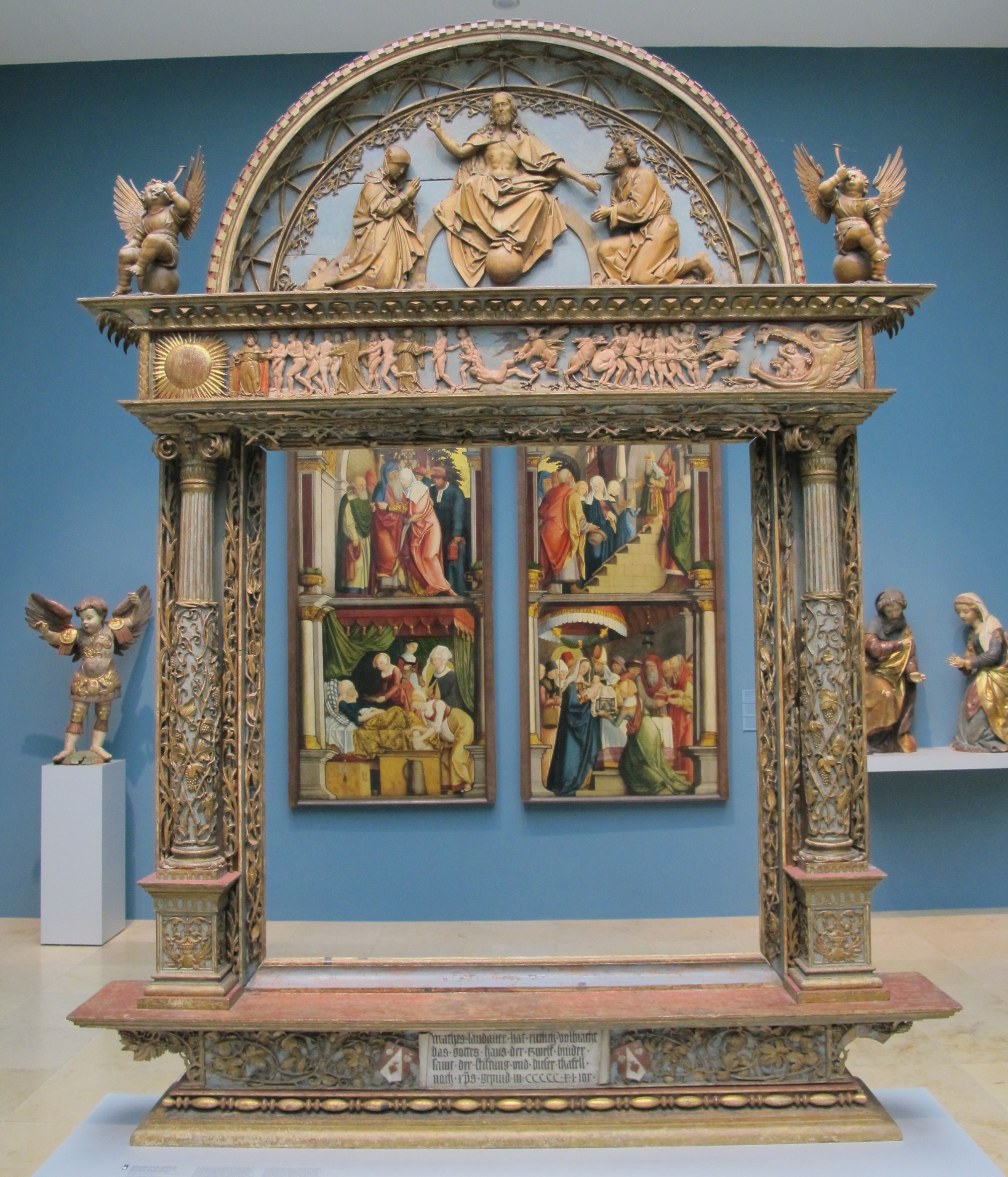
Originalramen av Dürer på Germanisches Nationalmuseum.
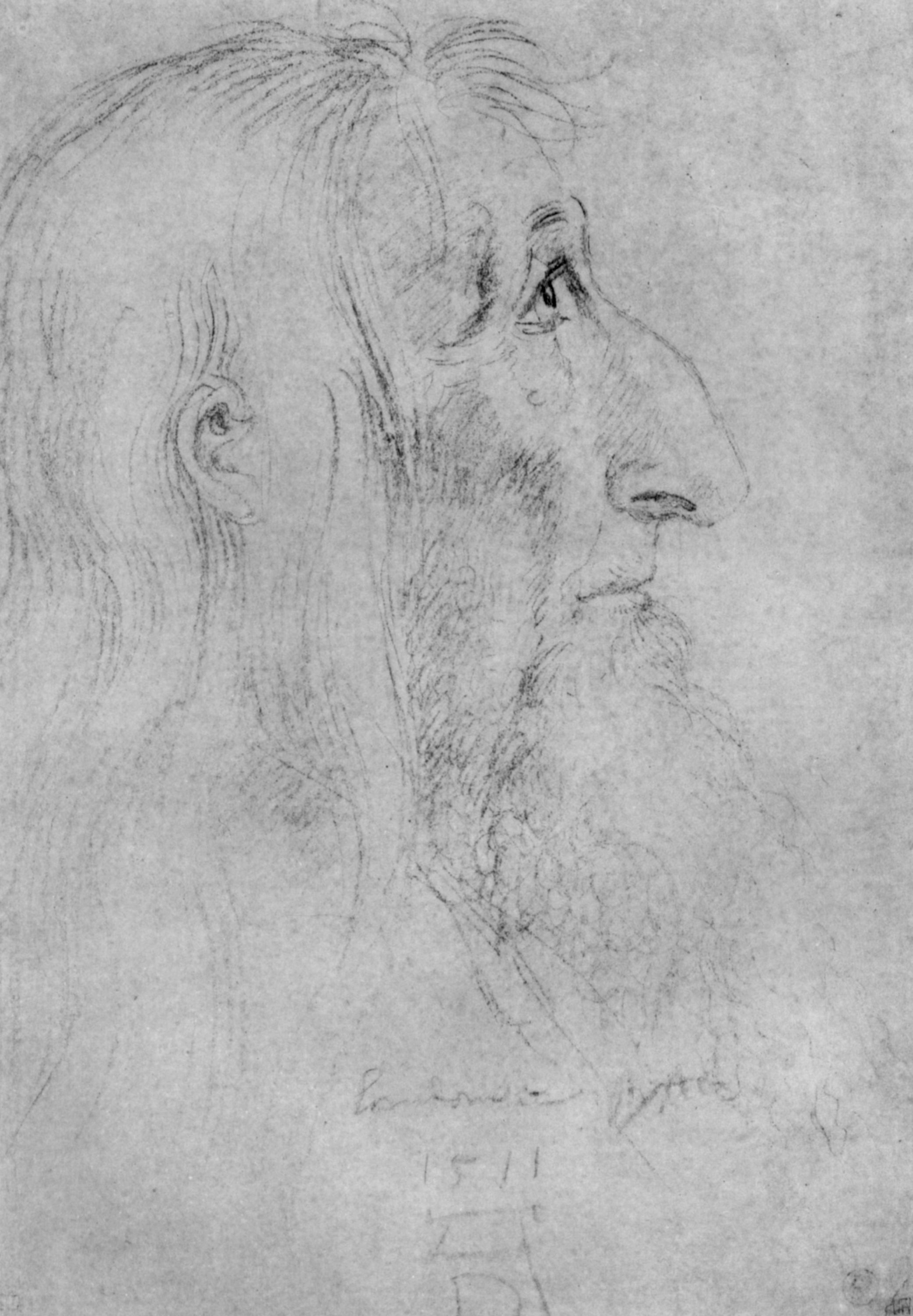
Dürers skiss av donatorn Matthäus Landauer (cirka 1450–1515), daterad 1511.
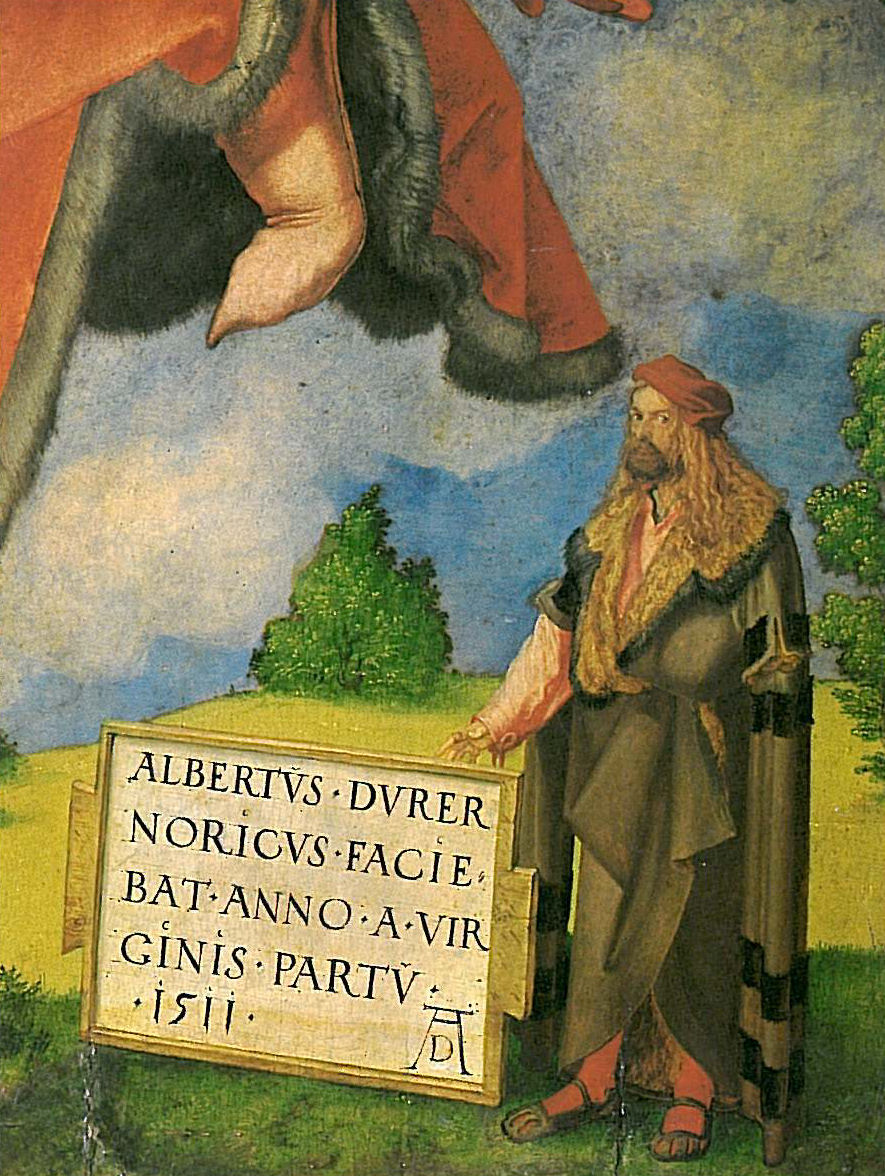
Detalj av Dürers självporträtt med inskriptionstavla som signerar och daterar verket.
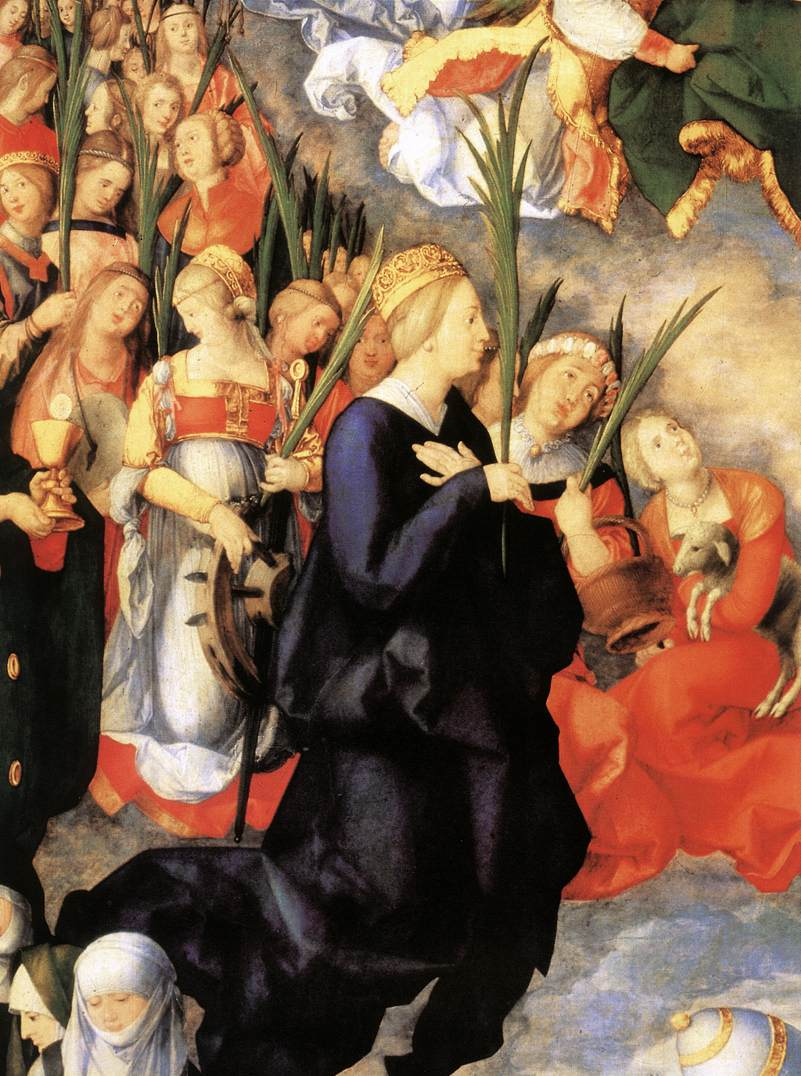
Detalj av Jungfru Maria som leder de kvinnliga helgonen, däribland Katarina av Alexandria (till vänster med trähjulet som attribut) och Agnes (till höger med lammet som attribut).